# Selenops ximenae
Selenops ximenae är en spindelart som beskrevs av José Antonio Corronca 1997. Selenops ximenae ingår i släktet Selenops och familjen Selenopidae. Inga underarter finns listade i Catalogue of Life.